# Telekomunikační věž Podvrší u Veselice
Telekomunikační věž Podvrší u Veselice je stavba, kterou v roce 2001 nechala zbudovat firma Eurotel jako uzlový bod radioreleových tras pro spojení s ústřednami a pro šíření signálu digitálního systému GSM 900 pro mobilní telefony. Obec Vavřinec věž provozuje jako rozhlednu. Umístěna je na zalesněné hoře Podvrší (590 m n. m.) na okraji Adamovské vrchoviny a Moravského krasu, která se nachází 0,5 km od vesnice Veselice, 8 km východně od města Blanska.
Ve 20. letech 20. století na přibližně stejném místě vznikla dřevěná rozhledna, která sloužila jako měřící bod při mapování nové Československé republiky založené v říjnu 1918. Umožňovala návštěvníkovi vystoupat do výše 21 metrů. Během 2. světové války zpustla a v roce 1947 musela být zbourána.
Současnou rozhlednu nechala zbudovat v roce 2001 firma Eurotel. Projekt vypracoval Jan Tomča. Stavba byla započata 14. dubna 2001 a celkově dokončena 26. července 2001. Otevření se konalo 4. srpna 2001. Betonové základy hluboké 1,5 a v průměru 11 metrů činí 179 m3, jejich součástí je zabetonovaná ocelová armatura o váze 3602 kg. Zbudována byla také budova umístěna v patě věže, která slouží pro technologické zařízení jednotlivých telefonních operátorů. Ze základů vystupuje železobetonový stožár, vysoký 48,85 metrů, na jehož konci jsou umístěny anténní systémy.
Rozhlednu provozuje obec Vavřinec. Kolem dokola stožáru je vybudováno schodiště o 168 schodech, které je ukončeno vyhlídkovým ochozem ve výšce 32 metrů (v nadmořské výšce 621 metrů). Po cestě vzhůru se nachází 6 odpočívadel. Kapacita ochozu je 27 osob a poskytuje nádherné pohledy na část Moravského krasu, Drahanskou vrchovinu, Českomoravskou vrchovinu, Pavlovské kopce, chladicí věže atomové elektrárny Dukovany, za příznivých podmínek pak na Alpy – 190 kilometrů vzdálený Vídeňský Sněžník (Schneeberg) a další alpské vrcholky.